# Harald Freiherr von Elverfeldt
Harald Freiherr von Elverfeldt (6 février 1900 à Hildesheim - 6 mars 1945 à Cologne) est un Generalleutnant allemand qui a servi au sein de la Heer dans la Wehrmacht pendant la Seconde Guerre mondiale.
Il est récipiendaire de la croix de chevalier de la croix de fer avec feuilles de chêne. La croix de chevalier de la croix de fer, et son grade supérieur : les feuilles de chêne sont attribuées pour récompenser un acte d'une extrême bravoure sur le champ de bataille ou un commandement militaire avec succès.

## Biographie
Harald Freiherr von Elverfeldt est né en 1900 à Hildesheim. Son père, le major Ferdinand Johann Georg von Elverfeldt, était attaché à l'ambassade impériale à Saint-Pétersbourg.
Le 25 mars 1918, Harald commence sa carrière militaire en tant que Fähnrich dans le 1er Régiment de Gardes à pied. Il reçoit une formation d'officier et est envoyé au combat. Il est blessé en mai 1918 et reçoit la croix de fer 2e classe.
Après la guerre, il fait partie des 100 000 hommes de la Reichswehr et est promu Leutnant le 24 novembre 1919. Harald épouse Elizabeth von Berg en 1923 et ont deux filles, la première en 1924 et la seconde en 1929. Il est promu Oberleutnant en 1926, Hauptmann en 1933 et Major en 1937.
Il sert dans la 3. Leichte-Division durant la campagne de Pologne  en 1939 en tant qu'officier d'opérations (Ia) et reçoit la croix de fer 1re classe et l'agrafe de la croix de fer 2e classe. Harald est promu oberstleutnant le 1er novembre.
Harald participe ensuite à la Bataille de France en tant que chef d'état-major du Panzergruppe 3 et à l'opération Barbarossa. En mars 1942, il est promu au grade de Oberst (colonel) et est décoré de la croix allemande en or. Dans le reste de l'année 1942 et au début de 1943, il  participe à plusieurs opérations contre les partisans (Opération Eisvogel et Opération Zigeunerbaron). En septembre 1943, il est promu au rang de Generalmajor et sert en Crimée. En septembre 1944, après que la 9. Panzer-Division ait combattu en Normandie, Harald von Elverfeldt prend le commandement de la division et la commande jusqu'au 28 décembre 1944, puis de nouveau en février 1945 et jusqu'à sa mort en mars 1945. 

Elverfeldt reçoit la croix de chevalier de la croix de fer le 9 décembre 1944 et il lui sont décernées à titre posthume les  feuilles de chêne le 23 mars 1945 avec une promotion de Generalleutnant.

## Décorations
- Croix de fer (1914)
  - 2e classe
- Insigne des blessés (1914)
  - en noir
- Croix d'honneur des combattants 1914-1918
- Agrafe de la croix de fer (1939)
  - 2e classe (20 septembre 1939)
  - 1re classe (8 octobre 1939)
- Insigne des blessés (1939)
  - en argent
- Médaille du Front de l'Est (5 août 1942)
- Croix allemande en or (20 mars 1942)
- Croix de chevalier de la croix de fer avec feuilles de chêne
  - Croix de chevalier le 9 décembre 1944 en tant que generalmajor et commandant de la 9. Panzer-Division[1]
  - 801e feuilles de chêne le 23 mars 1945 en tant que generalleutnant et commandant de la 9. Panzer-Division[2]
- Mentionné dans le bulletin quotidien radiophonique de l'armée: le Wehrmachtbericht (26 novembre 1944)

## Promotions
| Faehnrich       | 25 mars 1918       |
| Leutnant        | 24 novembre 1919   |
| Oberleutnant    | 20 février 1926    |
| Hauptmann       | 1er septembre 1933 |
| Major           | 1er mars 1937      |
| Oberstleutnant  | 1er novembre 1939  |
| Oberst          | 1er mars 1942      |
| Generalmajor    | 1er septembre 1943 |
| Generalleutnant | 23 mars 1945       |